# 基洛夫區 (斯塔夫羅波爾邊疆區)
43°58′N 43°38′E / 43.967°N 43.633°E
基洛夫區（俄语：Кировский район），是俄羅斯的一個區，位於該國西南部，由斯塔夫羅波爾邊疆區負責管轄，面積1,386平方公里，2010年人口71,723，人口密度每平方公里51.75人。